# Pieve Vergonte
Pieve Vergonte ist eine italienische Gemeinde in der Provinz Verbano-Cusio-Ossola (VB), Region Piemont.

## Lage und Einwohner
Pieve Vergonte liegt 27 km nordwestlich von der Provinzhauptstadt Verbania und 14 km südlich von Domodossola im unteren Ossolatal, am Ufer des Toce, am Fuße des Valle Anzascas. Das Gemeindegebiet umfasst eine Fläche von 41 km² und hat 2408 Einwohnern (Stand 31. Dezember 2023). Zu Pieve Vergonte gehören die Fraktionen Fomarco, Loro, Megolo und Rumianca. Der Rumianca-Industriekanal ist ein wichtiges Werk für die Erzeugung von Wasserkraft für industrielle Zwecke. Der Sant’Annasee im Dorf Loro ist mit der Società Pescatori Sant’Anna verbunden, die 1964 für die Forellenfischerei gegründet wurde.
Die Nachbargemeinden sind Anzola d’Ossola, Calasca-Castiglione, Piedimulera, Premosello-Chiovenda, Valstrona und Vogogna.

## Geschichte

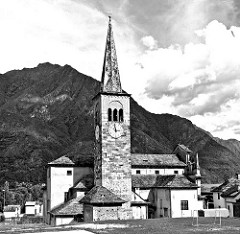
Pfarrkirche Santi Vincenzo e Anastasio

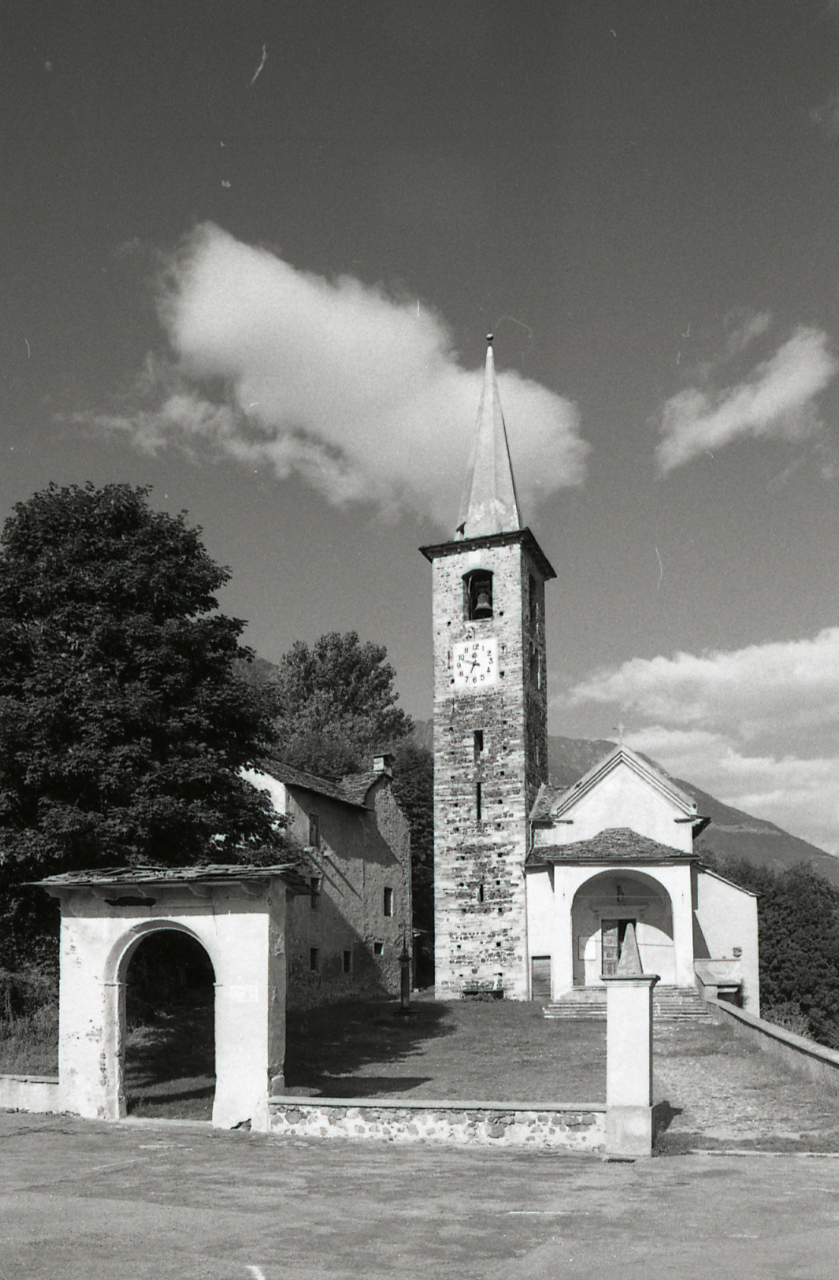
Kirche San Lorenzo

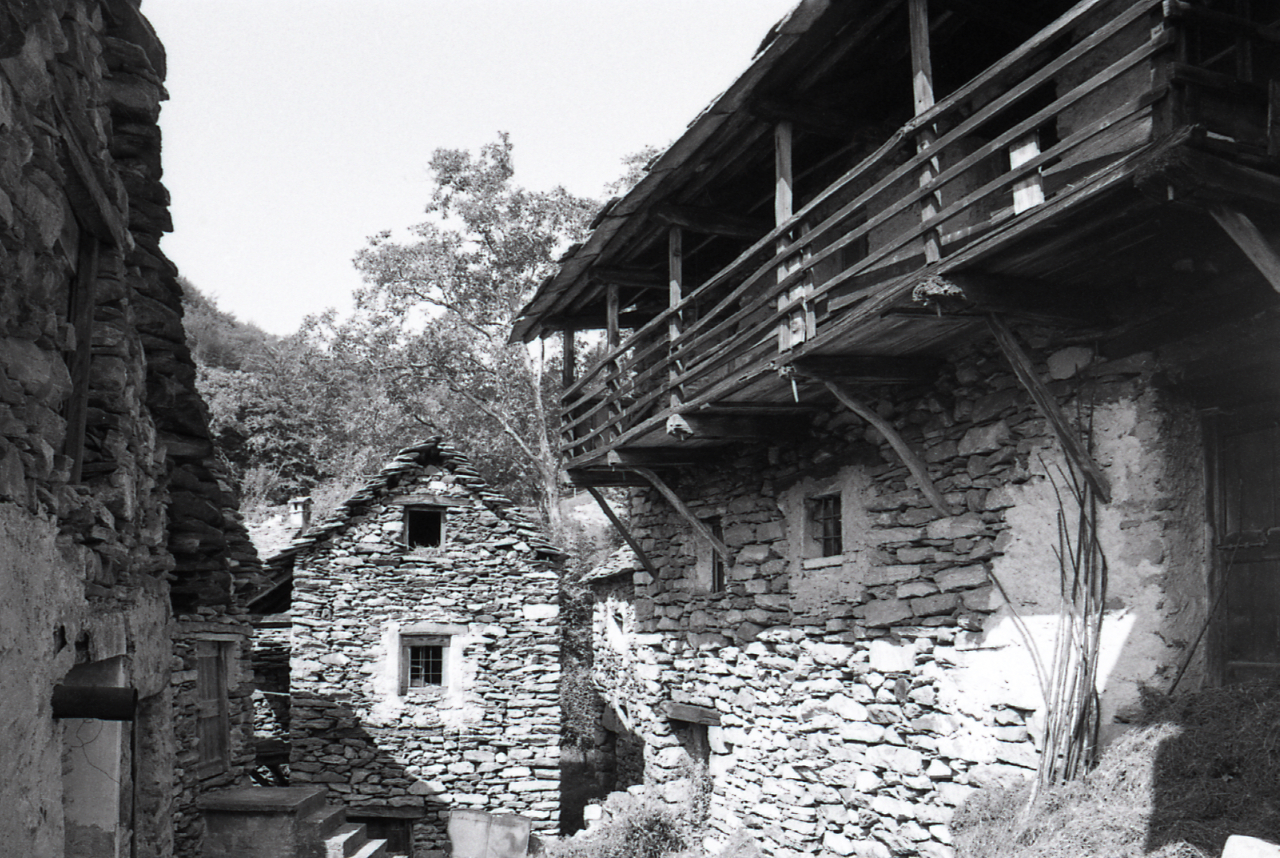
Alte Bauernhäusern

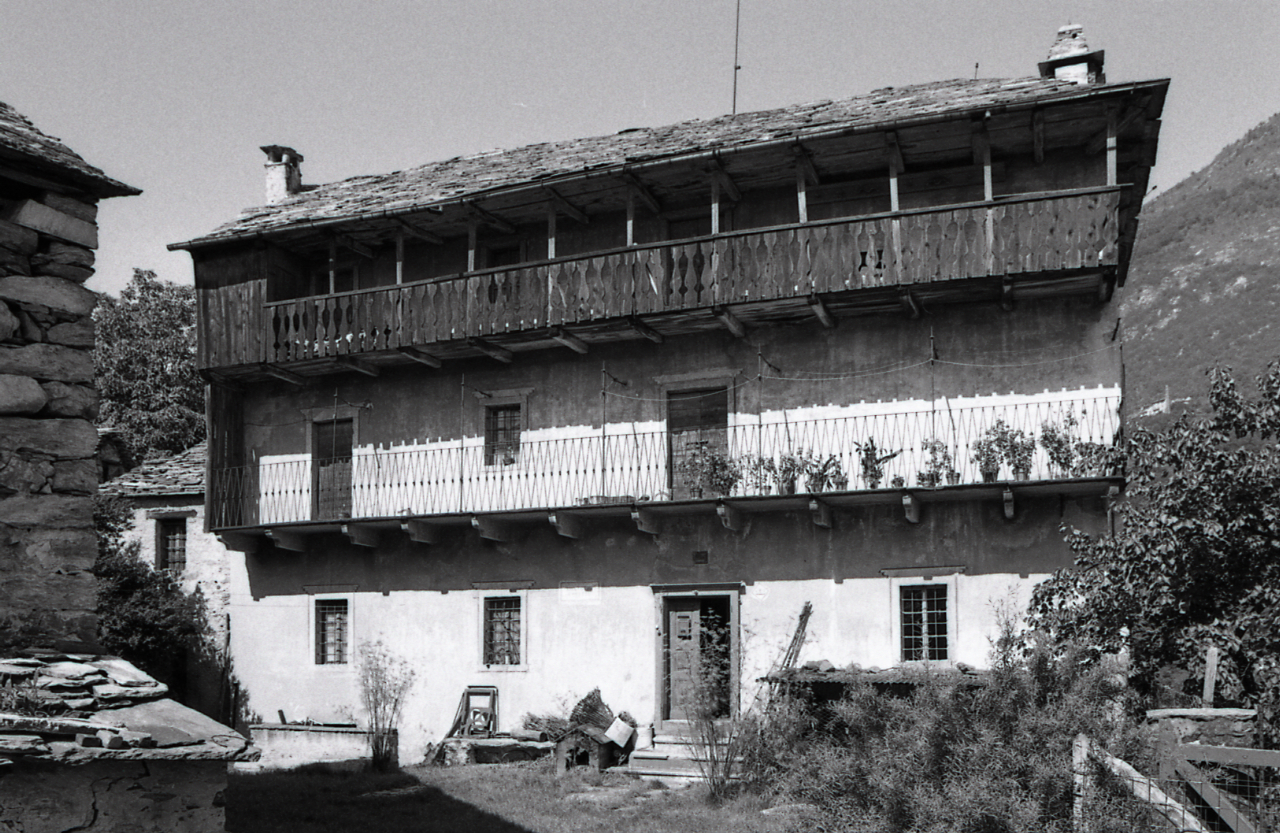
Altes Bürgerhaus

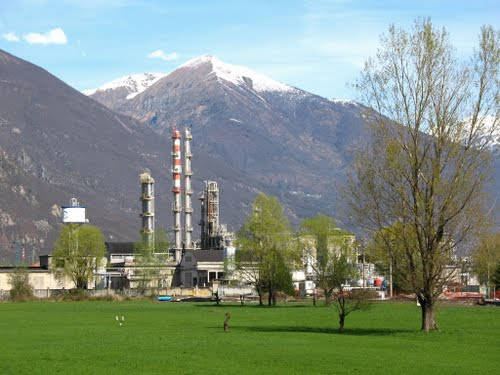
Chemiewerk Pieve Vergonte

Am 12. Juli 1006 im Schloss der Insel San Giulio, Peter III., Bischof von Novara, gewährte diesem Grimaldo für 29 Jahre die Hälfte von vier Bauernhöfen auf dem Gebiet von Anzola, die zum Besitz der Pfarrkirche San Vincenzo di Vergonte gehören, für die jährliche Miete von 100 Pfund Käse. Dies ist der Text des kostbaren Dokuments, das im Kapitelarchiv von Santa Maria in Novara aufbewahrt wird (Novara, Diözesanhistorisches Archiv, A.C.N, 27). Im Jahr 1006 waren die vier Bauernhöfe und die sechs Siedler im Besitz der Pfarrkirche von Vergonte, auch wenn sie vom Bischof verwaltet wurden, der nach einer damals gebräuchlichen Formel die Güter genoss, aber die Bedürfnisse dieser Kirche im Verhältnis zu den Früchten befriedigte. Eine bereits 1006 starke Verbindung, die aber aus einer früheren Zeit stammt und Anzola mit der alten Pfarrkirche San Vincenzo di Vergonte verband. Die sechs Faktoren der Kirche von Vergonte (Domenico, Lupo, Martino, Domenico, Giovanni Battista und Albino), die 1006 die vier Bauernhöfe des Landes Anzola bewirtschafteten, stammen wahrscheinlich von den ersten Siedlern, die von der Pfarrkirche Vergonte oder dem Kloster San Pietro in Ciel d’Oro in Pavia besiedelt wurden, das damals angeblich Ländereien und Fischteiche an anderen Orten im Tal besaß.
Am 9. Februar 1348, wurde das Dorf Pietrasanta, das nach der Zerstörung des alten Vergunto und vor der Gründung des Pieve Vergonte entstand, durch eine Flut des Baches Anza zerstört. Damals war Pietrasanta die Hauptstadt des Unteren Ossolatal und der ordentliche Sitz des Gerichts für den gesamten Bezirk. Im Jahr 1421 besetzte Filippo Maria Visconti mit Hilfe von Francesco Bussone da Carmagnola, Genua, die Täler von Domodossola, einschließlich Pieve Vergonte. Nach der Schlacht bei Pavia zwischen der französischen Armee unter König Franz I. und der Armee des Heiligen Römischen Reiches unter Karl V. (HRR) von Habsburg wurden 1525 die Regionen Norditaliens, darunter das Herzogtum Mailand, der Ossolatal und der Pieve Vergonte, an das Haus Habsburg übergeben. 1555, nach der Abdankung Karls V., wurde das Reich zwischen seinem Sohn Philipp II. (Spanien) und seinem Bruder Ferdinand I. (HRR) aufgeteilt. Der Ossola und damit die Pieve Vergonte, die unter der Verwaltung des Königs von Spanien Philipp II. standen, und Spanisch wird für die nächsten 159 Jahre bleiben.
Nach dem Österreichischen Erbfolgekrieg (1740–1748) und dem damit verbundenen Vertrag von Worms von 1743 und dem Vertrag von Aachen von 1748, die den Konflikt beendeten, erwarb das Königreich Sardinien unter den vielen Gebieten das von Ossolatal, einschließlich Pieve Vergonte. Im Jahr 1775 genehmigte König Vittorio Amedeo III. mit Lizenz vom 6. Juni 1775 die neuen Vorschriften für die Gemeindeverwaltung. Die Gemeinde Vogogna galt als zu groß, so dass die alte Gemeinde Vogogna, die ursprünglich aus zehn Ländern bestand, in sechs verschiedene und getrennte Gemeinden aufgeteilt wurde: Vogogna con Prata; Pallanzeno; Piedimulera; Cimamulera; Fomarco; Rumianca mit den Dörfern Megolo, Loro und Pieve Vergonte. 1861, mit der Geburt des Königreichs Italien, gingen die Ossolatal und damit die Pieve Vergonte unter die Verwaltung der Provinz Novara über.
Während des Zweiten Weltkriegs erlebten die Berggebiete um die Pieve Vergonte sowie das gesamte Ossolatal eine wichtige Partisanentätigkeit, insbesondere die Gründung der Formation von Kommandant Filippo Beltrami, einem der ersten in der Gegend zwischen Cusio und Ossola.

## Sehenswürdigkeiten
- Pfarrkirche Santi Vincenzo e Anastasio bewahrt die Reliquie von Sant’Orsa Schutzpatronin der Pieve Vergonte und des Ossolatals. Sant’Orsa gilt als Märtyrerin (3. Jahrhundert n. Chr.), die während der Verfolgung des römischen Kaisers Decius kaum mehr als ein Kind enthauptet wurde. Die Pieve Vergonte betrachtet sie als Schutzpatronin und Beschützerin der Kinder, deren Segen während des jährlichen Festes stattfindet. Es wird mit religiösen und folkloristischen Veranstaltungen gefeiert. Im Jahre 1879 gewährte die Heilige Kongregation der Riten der Pfarrei Pieve Vergonte das Amt und die Liturgie der Messe für die Feier des jährlichen Festes am letzten Sonntag im Oktober.
- Kirche San Gaudenzio
- Mühlstein für die Golderzmühle, von der nur noch der Tank übrig ist, im Park der Gefallenen des Ersten Weltkrieges.
- Die Überreste einer Mauer der Burg von Pietrasanta, die am 9. Februar 1348 zerstört wurde, genannt die Mauer von Borgaccio, in der Nähe des Flusses Toce, der die Pieve Vergonte und das nahe gelegene Dorf Vogogna trennt.
- Das Arbeiterdorf, das im Laufe von zwanzig Jahren nach einem Projekt des Architekten Paolo Vietti-Violi als Modell einer alternativen Siedlung für die Arbeiter des Chemiewerks Pieve Vergonte erbaut wurde, darunter der moderne Chemiemast, die Büros, Labors und Werke, der Kino- und Theaterkomplex, das Gästehaus, der Mitarbeiter- und Managerclub, der Arbeiterclub mit Kantine und Kegelbahnen sowie die Krankenstation mit Personalquartieren und zwei Rettungskammern.

## Industrie
In der Gemeinde befindet sich eine bedeutende und historische Chemieindustrie. Das Chemiewerk Pieve Vergonte wurde 1915 auf Initiative von Industriellen gegründet, die durch die Società Italiana Prodotti Esplodenti (SIPE) mit Sitz in Mailand mit einem Aktienkapital von 2.500.000 Lire vertreten sind. Die erste Produktion dient militärischen Zwecken zur Herstellung von Iodchlorid, Chlorbenzol und Phosgen, das im Ersten Weltkrieg und später im Abessinienkrieg verwendet wurde. Nach dem Zweiten Weltkrieg entwickelten die Rumianca und später die SIR neue Produktionslinien, bestehend aus der Herstellung von DDT und Chloraromaten und stoppten die Produktion von Schwefelsäure aus Pyrit. Diese Produkte wurden von den Vereinigten Staaten von Amerika während des Vietnamkriegs verwendet.
Die Gemeinde Pieve Vergonte produziert elektrische Energie. Der erste Produzent ist Edison mit seinen Battiggio-Werken im Val Anzasca und Pieve Vergonte, beide mit Wasser aus dem Fluss Anza versorgt, mit einer durchschnittlichen Gesamtproduktion von 95 GWh. Der zweite Produzent ist die Firma Tessenderlo mit den ehemaligen Romanianca-Werken Ceppo Morelli im Val Anzasca und Megolo am Fluss Toce, die die Einleitung des Werks Pieve Vergonte der Firma Edison mit einer durchschnittlichen Gesamtproduktion von 90 GWh nutzt.